# Metavelifer multiradiatus
Metavelifer multiradiatus là một loài cá tìm thấy ở Ấn Độ và Thái Bình Dương. Loài này phát triển đến chiều dài 28 cm (11 in).